# Pete Tha Zouk
Pete Tha Zouk est un DJ et producteur portugais. Il est vainqueur en 2002 dans la catégorie « révélation DJ » aux Dance Club Awards. Il reçoit également le prix de « meilleur DJ portugais » en 2008 par le site du monde de la nuit portugais noite.pt.
Il fait partie de ces DJ européens qui sont toujours présents aux États-Unis.

## Histoire
Pete naît et grandit à Olhão, en Algarve. Il commence sa carrière en tant que DJ résident dans deux endroits : le Mitto, un bar appelé Locomia, où jouent d'autres DJ de renom de l'époque.
Avec sa percée en tant que DJ, le temps passé par Pete Tha Zouk en studio de production est largement compensé par le fait que ses premiers titres — First Tribal Feeling, en partenariat avec Bruno Marciano, et Kashmira — sont de grands succès sur les pistes de danse de l'époque. First Tribal Feeling attire l'attention de DJ Chus et Pete se rend rapidement à Madrid pour s'occuper du mastering au studio Chus y Ceballos.
En 2003, Pete Tha Zouk produit avec DJ Vibe le titre Solid Textures, qui sort sur le label discographique Low Pressings. La chanson atteint le sommet des charts et remporte plusieurs prix.
Au Brésil, il est élu « révélation DJ » au cours de l'été 2009. Le soir du nouvel an 2010-2011, Pete Tha Zouk se produit pour la première fois en dehors du Portugal, au Brésil, où il jouera énormément.
L'année 2011 marque un tournant et une entrée définitive dans le top 50 des meilleurs DJ du monde avec l'annonce, le 20 octobre, que Pete Tha Zouk occupe désormais la 37e place du DJ Mag Top 100. En 2012, Pete Tha Zouk commence l'année par un partenariat avec le DJ et producteur britannique Rae sur le morceau Learn to Love, dont le clip est entièrement tourné à Hollywood et Los Angeles, et réalisé par Leonel Vieira. Cette même année, il atteint la 47e place du DJ Mag Top 100. Il s'associe à la chanteuse américaine Yasmeen pour sortir en 2013 un morceau intitulé We Are Tomorrow. Une collaboration avec Kellie Allen sur Been Too Long sort aussi le 1er juillet 2013. À la fin de l'été 2013 sort Rocksteady, et en décembre, Hanging Out qui est publié sur le label français DJ Centre Records.

## Discographie

### Albums et EP
- 2002 : Enchantments (Stereo Productions)
- 2003 : Shine On (Magna Recordings)
- 2003 : Solid Textures  (Stereo Productions Digital)
- 2007 : There Is A God  (Stereo Productions Digital)
- 2007 : There Is A God !  (Stereo Productions Digital)
- 2010 : I Am Back Again  (Stereo Productions Digital)
- 2010 : La Medicina Sagrada  (Stereo Productions Digital)
- 2011 : Check This Out (Stereo Productions)
- 2012 : Learn 2 Love
- 2012 : We Are Tomorrow

### Remixes
- 2002 : Global Grooves Volume #2 (2xCD) (The Playground) (Kaos Records)
- 2002 : Dance Club Awards 02 (2xCD) (Kaos Records, Vidisco)
- 2003 : The Playground (12") (Funktástica Records)
- 2003 : Total Kaos 03 (CD) (Kaos Records, Vidisco)
- 2003 : Echoes From Africa (12") (Re««Wind)
- 2004 : From The Box (2xCD) (Stereo Productions)
- 2004 :  This Is... Iberican Sound! Vol. 3 (CD) (Stereo Production)
- 2005 : Miami 2005 (Promo Sampler) (Kaos Records)
- 2005 : Midlight (12") (Kaos Records))
- 2005 : Midlight EP (CD) (Free Recordings)
- 2006 : Penelope Ibiza (2xCD) (House Park)
- 2006 : #104 (CD) (Dance Club)

### DJ Mixes
- 2004 : From the Box (2xCD) (Stereo Productions)
- 2006 : #104 (CD) (Exclusive Dance Club Mix Dance Club)
- 2010 : Pete Tha Zouk and Pedro Cazanova
- 2011 : Infinity
- 2012 : Infinity 2

### Apparitions
- 2004 : Guerrilla Suburbana (Iberican! Recordings)
- 2005 : Iberican Sound (2005 Remixes) (Iberican Sound)